# Филип (военачалник)
Филип (на старогръцки: Φίλιππος) е македонски военачалник от времето на ранната фаза на Диадохските войни през 4 век пр.н.е.
Той е ветеран от похода на Александър Велики. Той е най-вероятно 321 година пр.н.е., през началото на Първата диадохска война, в свитата на Евмен от Кардия. През 316 пр.н.е. той командва дясното крило в битката при Габиена против Антигон I Монофталм, през която Евмен загубва живота си чрез предателство на неговите мъже.
Филип отива след това в свитата на Антигон, който през 314 пр.н.е. го номинира заедно с Питон, Неарх и Андроник Олинтски за военен ментор на младия Деметрий I Полиоркет. След това няма сведения за него. Той не е споменат в битката при Газа през 312 пр.н.е.
Не е ясно дали е идентичен с офицера Филип, който 302 пр.н.е. е наричан „приятел“ на Антигон и от него е назначен за командант на акропола на Сарди.